# 代用乳
代用乳（だいようにゅう、milk substitute）、あるいは人工乳とは、おもに授乳期の動物用の乳の代用として調整された飲料または飼料である。また、様々な事情により、おもにヒトの母親が乳児に母乳を与えることができないとき、その代わりとなる粉ミルクなども、人工乳・代用乳と呼ばれる。なお、WHOは母乳のほうが乳児の健康に望ましいため、母乳代用品の販売流通に関する国際規準(WHOコード)を定め、その中で「消費者一般に対して、母乳代用品の宣伝・広告をしてはいけない」と定めている。